# Mendívil (Navarra)
Mendívil (Mendibil en euskera) es una localidad y un concejo de la Comunidad Foral de Navarra (España) perteneciente al municipio de Olóriz, situado en la Merindad de Olite, en la comarca de Tafalla, en el valle de la Valdorba y a 23 km de la capital de la comunidad, Pamplona. Su población en 2014 fue de 58 habitantes (INE).

## Topónimo
El término Mendívil es la castellanización de Mendibil (euskera) y que Mendibil se traduce como monte redondo (mendi-biribil). En Francia la -l se convierte en -eu: Mendibieu.

## Geografía física

### Situación
Pertenece a la comarca navarra de La Valdorba (Valle de Orba). Su término está limitado por los de Unzué (ayuntamiento), Orícin, Olóriz (concejo), Solchaga (concejo), Lepuzain y Barásoain (municipio).
Su término es recorrido por los arroyos Zidacos (afluente del Aragón) y Mairaga (afluente del anterior).

## Administración
Administrativamente es un concejo que pertenece al municipio de Olóriz desde el siglo XIX.

## Fiestas
Sus fiestas patronales se celebran el primer fin de semana de agosto en honor a su patrón San Miguel. Anteriormente se celebraban el 29 de septiembre.
- Datos: Q9031521
- Multimedia: Mendívil (Olóriz) / Q9031521